# Verzeichnisdatei

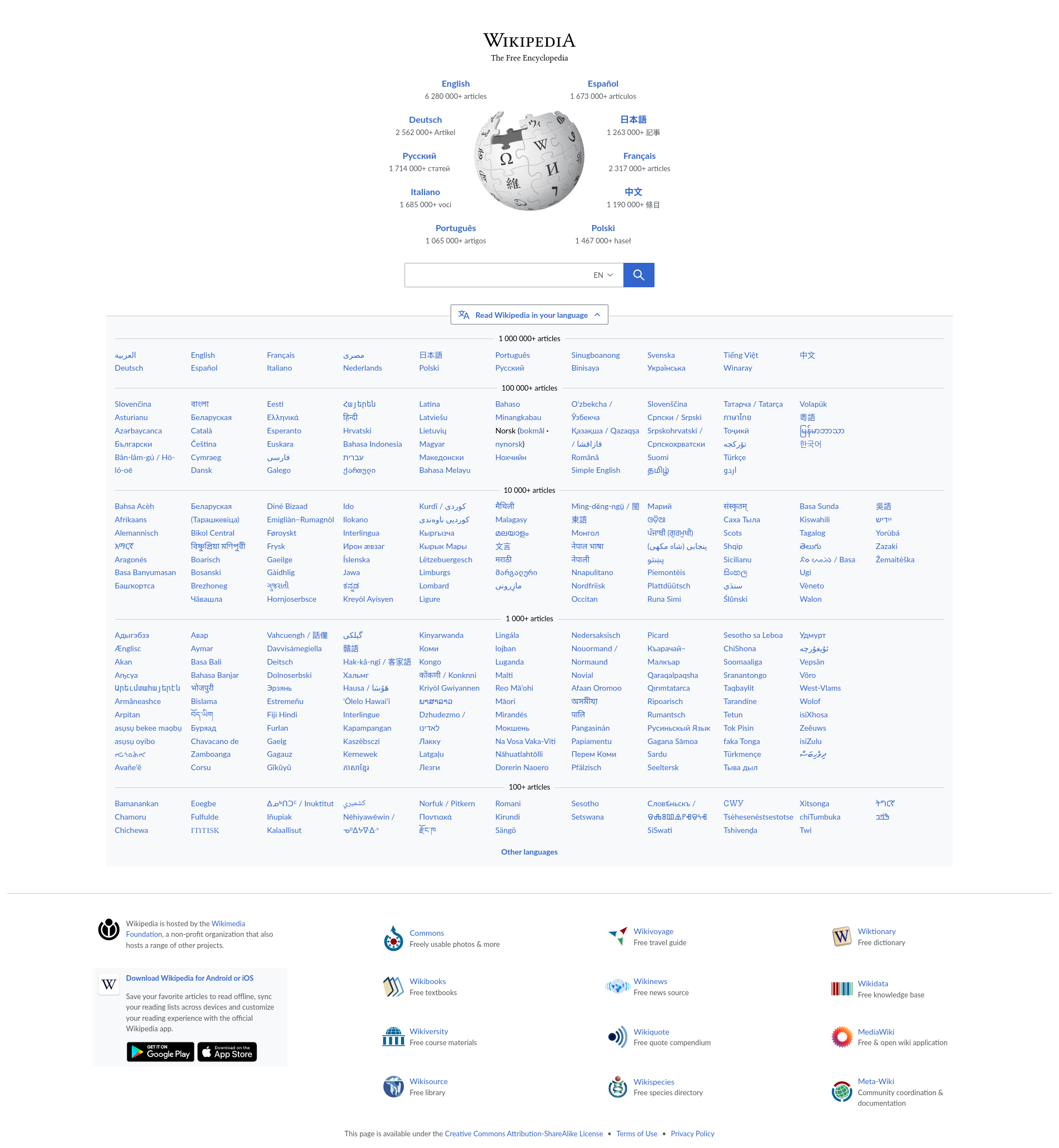
www.wikipedia.org, das Index von Wikipedia.org. Hier sind verschiedene Sprachen abgebildet.

Eine Verzeichnisdatei ist eine Datei, welche bei Verwendung des Protokolls HTTP mittels eines Webbrowsers beim Aufruf eines Verzeichnisses anstelle des Verzeichnisses selbst angezeigt wird. Für diese Dateien wird meistens der Name index.html verwendet, können aber je nach Serverkonfiguration auch beliebige andere Namen und Dateierweiterungen haben.
Da die Verzeichnisdatei optional ist, wird, wenn keine Verzeichnisdatei vorhanden oder der Server falsch konfiguriert ist, beim Client ein Verzeichnis visuell dargestellt. Da dies ein Sicherheitsrisiko darstellen kann, wird diese Funktion von den meisten Webmastern deaktiviert. In diesem Fall wird der HTTP-Statuscode 403 angezeigt.

## Geschichte
Ein Schema, bei dem der Webserver eine Standarddatei pro Verzeichnis bereitstellt, wurde bereits seit NCSA HTTPd 0.3beta vom 22. April 1993 unterstützt, das standardmäßig die Datei index.html anstelle des Verzeichnisses bereitstellt. Dieses Schema wurde dann spätestens von 2.17beta (5. April 1994) des CERN HTTPd übernommen, dessen Standard zusätzlich zu der von der NCSA stammenden index.html auch Welcome.html und welcome.html unterstützt.
Spätere Webserver unterstützen dieses Standarddateischema normalerweise in der einen oder anderen Form; dies ist normalerweise konfigurierbar, wobei index.html einer der Standarddateinamen ist.